# منتخب السويد لهوكي الجليد للناشئين
منتخب السويد لهوكي الجليد للناشئين (بالسويدية: Sveriges herrjuniorlandslag i ishockey)‏ هو ممثل السويد الرسمي في المنافسات الدولية في هوكي الجليد للناشئين
.